# Jute

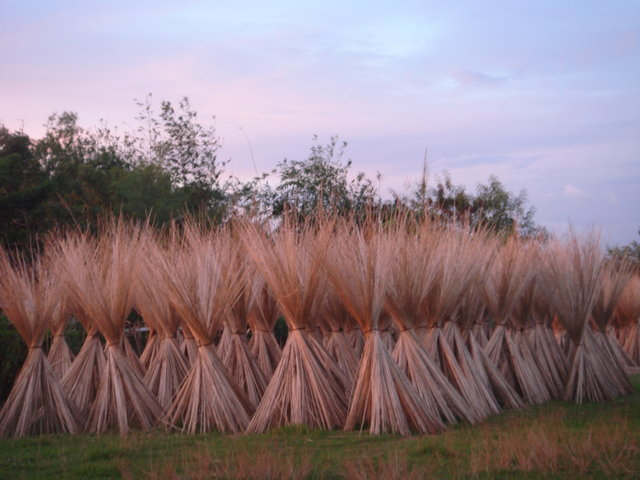
Fibres de jute durant el processament

El jute o jute blanc (Corchorus capsularis) és una planta conreada de la família Malvaceae que s'utilitza per la fibra que rep també el nom de jute.

## Descripció
Aquesta planta és un arbust propi de climes càlids i humits subjectes als monsons. És conreat principalment a l'Índia i el Bangladesh. De 2 a 4 metres d'alçada, tija rígida i fibrosa d'uns 2 cm de diàmetre, fulles peciolades amb limbe triangular d'uns 10 a 15 cm de llarg.
La seva fibra és molt rica en cel·lulosa i lignina.

## La fibra
La fibra de jute s'obté a partir de dues espècies principals:
- Jute blanc (Corchorus capsularis), l'espècie més comunament cultivada.
- Jute d'Aràbia o mlokiyah (Corchorus olitorius)

El jute és una fibra vegetal basta i gruixuda que tradicionalment s'ha emprat per a fer sacs o costals i cordes.